# Уайндер, Элайджа
Элайджа Уайндер (англ. Elijah Wynder; род. 10 марта 2003, округ Олдем, штат Кентукки, США) — американский футболист. С 2025 года выступает на позиции полузащитника за клуб «Лос-Анджелес Гэлакси».

## Личная жизнь
Родился 10 марта 2003 года в округе Олдем, в штате Кентукки. Элайджа Уайндер — старший брат защитника Джошуа Уайндера, выступающего за клуб «Бенфика B».

## Молодёжная карьера
Спортивную карьеру начал в студенческой команде по футболу Луисвиллского университета. 10 апреля 2019 года подписал контракт с клубом «Луисвилл Сити» из Чемпионшипа ЮСЛ, который позволил ему тренироваться и играть за основную команду, сохраняя при этом любительский статус. В играх сезона 2019—2020 года забил 24 гола и сделал 12 результативных передач. Поступил в элитную футбольную академию в округе Огайо, в штате Кентукки. В 2019 году был назван «Футболистом года среди юношей» по версии Courier Journal Sports Award.

## Клубная карьера
Во взрослой спортивной карьере дебютировал 15 августа 2020 года в игре против клуба «Лаудон Юнайтед». Уайндер вышел на замену на 67-й минуте, вместо Корбена Боуна; клуб «Луисвилл Сити» победил со счётом 2:0. Через месяц после подписания контракта с основной командой футболист получил травму в конце сезона и пропустил весь сезон 2021 года.
10 февраля 2022 года клуб предоставил Уайндера в аренду клубу «Тусон» с возможностью отозвать футболиста после 1 июня 2022 года. 9 июля 2022 года «Луисвилл Сити» отозвал Уайндера из аренды после 12 матчей за «Тусон».
19 января 2023 года Уайндер продлил контракт с «Луисвилл Сити» до конца сезона 2024. 9 мая 2024 года Уайндер подписал новый многолетний контракт с «Лу Сити». По итогам сезона 2024 был назван молодым игроком года Чемпионшипа ЮСЛ.
26 января 2025 года Уайндер перешёл в клуб MLS «Лос-Анджелес Гэлакси», подписав трёхлетний контракт с опцией продления ещё на один год. Сумма трансфера стала рекордной, полученной клубом Чемпионшипа ЮСЛ на внутреннем рынке. В высшей лиге он дебютировал 23 февраля в матче стартового тура сезона 2025 против «Сан-Диего», отыграв 27 минут после выхода на замену во втором тайме вместо Лукаса Санабрии.

## Награды
Индивидуальные
- Восстановившийся игрок года Чемпионшипа ЮСЛ: 2022[англ.][13]
- Молодой игрок года Чемпионшипа ЮСЛ: 2024[англ.]